# 聚集性疫情
聚集性疫情是指在一个特定的地理位置或时期内，出現异常和相对不常见的疾病疫情。通常情况下，当流行病学家意識到可能出現聚集性疫情時，他们会向当地的公共卫生部门报告。如果聚集性疫情規模進一步擴大，此種情況可能被重新認定为疾病爆发。